# こども商品券
こども商品券（こどもしょうひんけん）は、株式会社トイカードが発行している商品券。全国の百貨店やおもちゃ・ゲーム専門店など、「Kid's gift card」のステッカーが掲げられた店舗で利用できる。
前身はおもちゃ券の名で親しまれた商品券であり、おもちゃ店以外でも利用拡大を図るために1996年8月に名称を変更した。現在は子供服やベビー用品のほか、遊園地や水族館などにも利用店舗を拡大している。
2004年9月以降にはディズニーやサンリオによるキャラクター商品券が登場すると同時に、有効期限が設けられた。
2018年10月には法人のノベルティ向けとしてオリジナルのデザインを施せる「こども商品券カードタイプ」の発行を開始した。

## 券種
| 券種      | 利用可能金額 |
| --------- | ------------ |
| 500円券   | 500円分      |
| 1,000円券 | 1,000円分    |

## 沿革
- 1987年10月：玩具関連業界各社の共同出資により会社設立
- 1987年12月：「おもちゃ券」500円券発行開始
- 1991年1月：前払式証票規制法施行により前払式証票発行者として登録（関東財務局長ー第00025号）
- 1992年5月：遊園地・映画館他施設等、玩具店以外の加盟開始
- 1993年4月：「おもちゃ券」1,000円券発行開始
- 1996年7月：「こども商品券」500円券・1,000円券発行開始
- 2004年4月：「ディズニーキャラクターこども商品券」発行開始（有効期限を付与）
- 2008年12月：偽造事故防止の為、「おもちゃ券・トイカード・旧こども商品券」の取り扱い中止。新こども商品券との交換を開始
- 2011年3月：資金決済法施行により前払式支払手段発行業者として登録（関東財務局長ー第00025号）
- 2015年10月：「サンリオキャラクターこども商品券」発行開始。東京都の子育て支援事業に「こども商品券」採用
- 2018年10月：「こども商品券カードタイプ」発行開始
- 2023年10月：新デザイン「こども商品券」発行開始
- 2024年4月：スマホ決済型「こども商品券e-Gift」発行開始

## 偽造防止策
それ以前に発行された有効期限のない「おもちゃ券」・「トイカード」・「（旧）こども商品券」については、発行から相当の年月が経っていることによる店舗毎の取り扱いの違いが見られることから、旧券に対する取り扱いの徹底と偽造防止策を理由に、2008年12月31日をもって店頭での利用が終了した。このため、有効期限付きこども商品券への交換対応を行っていたが、2013年12月31日をもって終了している。

## こども商品券e-Gift
2024年4月1日より新たにスマホ決済型のデジタルギフト「こども商品券e-Gift」の発行を開始。
QRコード決済型のMPM方式を採用したデジタルギフトで、額面ごとに発行されるURLにスマホなどの端末のブラウザでアクセスし、店頭に設置された専用のQRコードを読み取って金額を入力して支払うシステム。アプリなどのダウンロードやインストールは必要なく、使う個人の情報などを入力する必要がないなど、手軽に使用できるシステムであることが、大きな魅力となっている。
尚、金額は100円以上100,000円まで1円単位で自由に設定が可能で、当面は一般販売は行わず、法人企業のノベルティや福利厚生関連の交換品、自治体による子育て支援事業関連での配布を想定している。